# Periscyphis trivialis
Periscyphis trivialis är en kräftdjursart som beskrevs av Gerstaecker 1873. Periscyphis trivialis ingår i släktet Periscyphis och familjen Eubelidae. Inga underarter finns listade i Catalogue of Life.